# WIZO (Band)
WIZO [ˈviːzo] ist eine Punk-Band aus Sindelfingen. Sie wurde 1986 gegründet und veröffentlichte sechs Studioalben, bevor sie sich 2005 auflöste. Seit 2009 ist die Gruppe wieder aktiv und veröffentlichte drei weitere Studioalben.
Werke der Band WIZO werden in der musikwissenschaftlichen Literatur als linksradikal, linksextremistisch oder auch als gewaltaffin eingeordnet, und auch die Band selbst versteht sich als linksradikal.

## Bandgeschichte

### 1986–2005

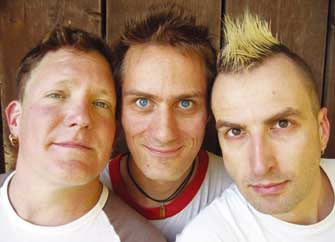
Jörn Genserowski – Thomas Guhl – Axel Kurth, die ehemalige Besetzung

Bassist Jörn Genserowski, Gitarrist Axel Kurth und Sänger Jochen Bix gründeten die Gruppe unter dem Namen Wiso 1986. Bis Schlagzeuger Ratz einstieg, probte man mit einem Drumcomputer. Noch im selben Jahr änderten sie ihren bisherigen Namen von „Wiso“ in „WIZO“ und traten 1987 zum ersten Mal öffentlich auf.
Auf den ersten Auftritt von WIZO folgten Auftritte in Sindelfingen und Umgebung. 1988 nahmen sie im Nebringer Hammer-Sound-Studio das Demotape Keiner ist kleiner auf. Drummer Ratz wurde später durch Charly ersetzt. Jochen verließ die Band und zog nach Berlin-Friedrichshain. Axel übernahm den Gesang.
WIZO gründete zusammen mit Andreas „Fratz“ Thum ein eigenes Label namens „Hulk Räckorz“. Ihre erste EP spielten sie 1989 in einem Stuttgarter Kellerstudio ein. Die erste Platte Für’n Arsch wurde 1991 im Stuttgarter Studio eines Freundes von Wizo aufgenommen. Im gleichen Jahr erlangte die Band über einen illegalen Live-Auftritt in Calw bei einer Gerichtsverhandlung gegen den Schauspieler Manfred Krug Aufmerksamkeit. Die Band spielte während laufender Verhandlung auf einem Lieferwagen vor dem Gerichtsgebäude.
WIZO coverte 1993 den Popsong All that she wants der schwedischen Gruppe Ace of Base und wurden mit dem selbstproduzierten Video zu dem Song sogar bei MTV gespielt. Die Single zum Lied machte die Gruppe schließlich auch bundesweit bekannt. 1992 erschien eine parodistische Abhandlung zu Roy Black. Die Single mit dem Titel Roy Black ist tot basiert auf dem bekannten Lied Der Hahn ist tot und wurde von der Bild zur „schlechtesten Platte des Jahres 1992“ gekürt.
Nach dem Album Bleib tapfer (1992) folgte 1994 UUAARRGH!. Dieses Album verkaufte sich innerhalb kürzester Zeit weit über 100.000 Mal. Für den amerikanischen Markt wurde UUAARRGH! – wie später auch die Compilation Kraut & Rüben – von Fat Wreck Chords, einem der erfolgreichsten und einflussreichsten Punkrock-Labels der Welt, vertrieben. Die Version auf Fat Wreck ist jedoch von 25 auf 13 Titel reduziert, deren Reihenfolge von seiner deutschen Variante abweicht. Des Weiteren spielten WIZO bei den Chaostagen in Hannover ein Konzert und gelangten erneut in die Schlagzeilen, unter anderem in die Tagesschau.
1995, im Jahr des Minialbums Herrénhandtasche, erregte die Band erneut Aufsehen: Wegen des Liedes Kein Gerede vom Debütalbum wurde die Gruppe von der Staatsanwaltschaft wegen „Aufforderung zur Gewalt“ angeklagt. Für’n Arsch und das Re-Release Bleib tapfer/Für’n Arsch wurden vom Markt genommen und mit einer Karaoke-Version des umstrittenen Lieds erneut veröffentlicht.
Darüber hinaus war WIZO im Sommer 1995 auf der Vans Warped Tour in den USA. Unter anderem moderierte sie dort die VIVA-Sendung Wah Wah. Nach der Tour ging es im Herbst als Vorband der Punkrockband Die Ärzte auf deren Tour „Eine Frage der Ehre“.
1996 gab WIZO ein Konzert im Rahmen des Bizarre-Festivals in Köln vor ca. 35.000 Menschen, das von MTV und WDR mitgeschnitten wurde. Als die Band die Kameraleute aufforderte, den Zuschauern nicht die Sicht zu nehmen, wurden die Aufnahmen gestoppt. Sänger Kurth und Bassist Genserowski beschädigten anschließend einige der Kameras. Gerüchten zufolge wurde die Band im Anschluss an diesen Auftritt in polizeilichen Gewahrsam genommen.
Ende 1998 wurde Thomas Guhl Schlagzeuger bei WIZO.
1998 reichte ein bayerischer Generalvikar Klage gegen die Abbildung eines am Kreuz hängenden Schweins im Booklet von UUAARRGH! ein. WIZO willigte ein, den Verkauf des T-Shirts einzustellen, wenn die Kirche bereit sei, die Judensau am Regensburger Dom mit einer Hinweistafel auf ihre Hintergründe zu versehen. Im Jahr 2005 wurde, jedoch ohne Zutun von WIZO, tatsächlich eine Hinweistafel aufgestellt. Die Schwein-Abbildung im Booklet ist bei neueren Pressungen des Albums zensiert, mit dem Verweis auf einen Beschluss des Regensburger Amtsgerichts vom 2. Juni 1999, dass es den Straftatbestand (Vergehen), der Beschimpfung von Bekenntnissen, Religionsgesellschaften und Weltanschauungsvereinigungen gem. § 166 StGB erfülle und daher zensiert werden musste.
Im Jahr 2001 erschien auf einem durch Fat Wreck Chords nur in Nordamerika veröffentlichten Sampler der WIZO-Song ‘‘R.A.F.‘‘, dessen Text vielfach als eine Befürwortung der Ziele der linksterroristischen Rote Armee Fraktion verstanden wurde und ein Bedauern des Erzählers ausdrückt, damals noch zu klein gewesen zu sein, um mitmachen zu können. Allerdings stellte Axel Kurth den Song später als eine „satirische Abrechnung mit dem RAF-Kult“ dar.

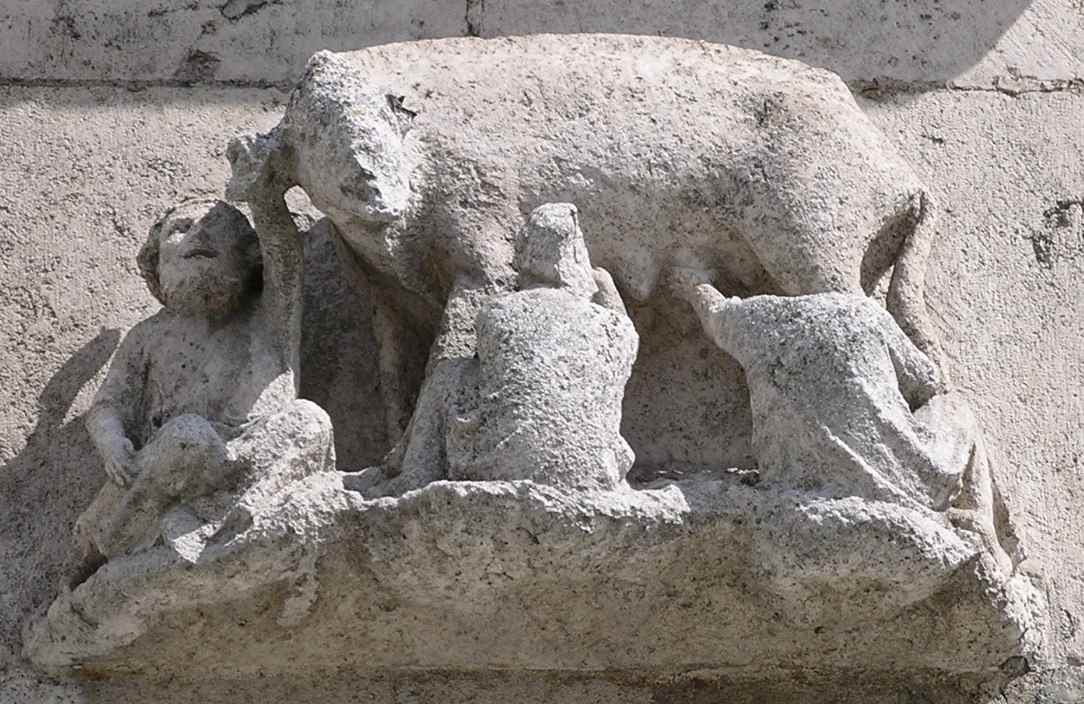
Judensau am Regensburger Dom

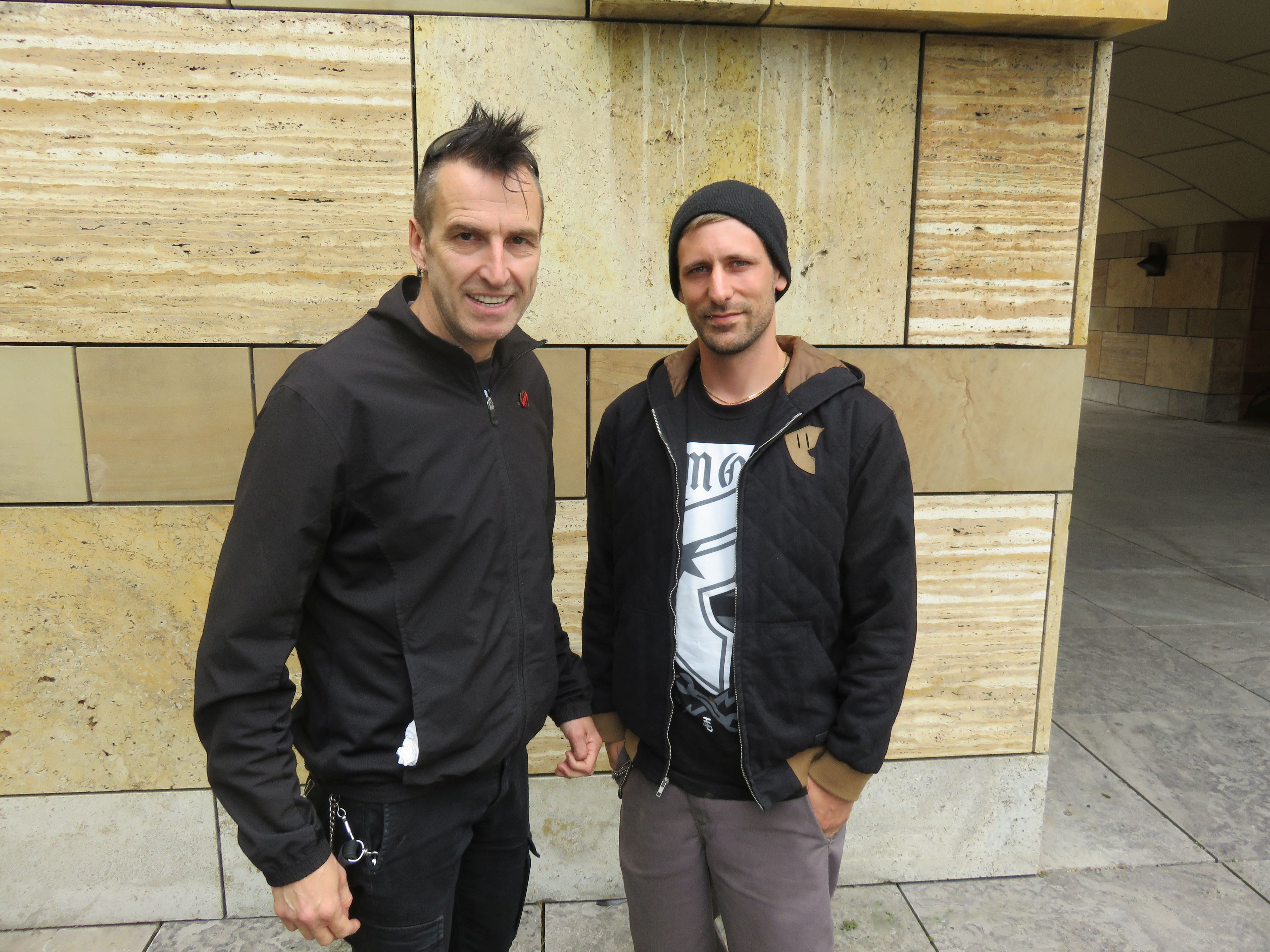
Sänger/Gitarrist Axel Kurth (li.) und Schlagzeuger Alex Stinson (2016)

2004, nach acht Jahren ohne Albenveröffentlichung, kam das Album Anderster auf den Markt. Die Platte wurde hauptsächlich von Axel Kurth aus älteren Stücken zusammengeschnitten. Bei dem auf dem Album enthaltenen Song Schlau, versaut und gutaussehend sind als Gastmusiker der Schlagzeuger Angelo Kelly und Organist Helmut Zerlett zu hören. Es verkaufte sich innerhalb weniger Tage über 20.000 Mal, obwohl die Band auf Werbung verzichtete. Der einzige Hinweis war eine Anmerkung im Newsletter der Band. Im gleichen Jahr veröffentlichte WIZO eine „Stick-EP“ als Werbegag. Die Musikstücke wurden auf einem USB-Stick mit 64 MB im MP3-Format gespeichert. Zusätzlich wurde noch etwas Bonusmaterial beigefügt.
2005 trennte sich die Band. Ihre Abschiedstour umfasste 38 Konzerte in Deutschland, Österreich, der Schweiz, Italien und Ungarn.

### Reunion

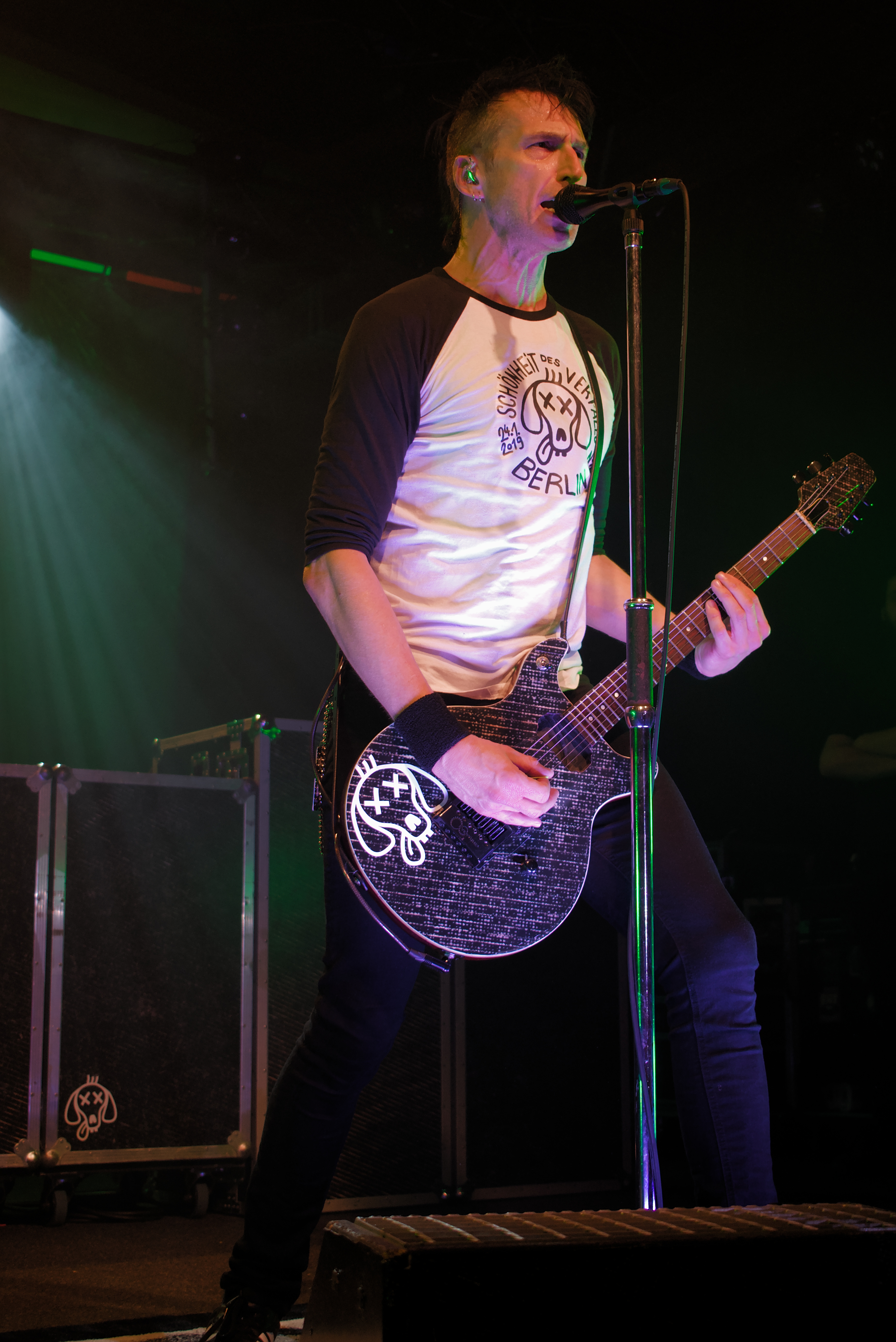
Axel Kurth (2019)

Sänger Axel Kurth veröffentlichte nach Wizo unter seinem Pseudonym XLQ noch mehrere Solostücke, u. a. einen Song zur Deutschen Meisterschaft des VfB Stuttgart mit der Melodie des WIZO-Songs Kadett B, sowie Coverversionen von Als ich fortging von Dirk Michaelis und Pour Un Flirt von Michel Delpech. Zuletzt (seit Ende 2008) widmete sich XLQ wieder gänzlich der Musik für andere Interpreten und spielte unter anderem die Gitarrenparts für eine deutsche Boyband ein, war mit einem Stück im Making-of des Films Die Welle zu hören, war mehrfach als Ghostsinger zu hören und auch an Schnuffel beteiligt. Für 2009 kündigte XLQ diverse eigene Projekte sowie die Unterstützung auf dem kommenden Album der Punkband Chefdenker an.
Ende 2009 gab die Band auf ihrer Homepage ihre Rückkehr bekannt. In der neuen Besetzung wurde der bisherige Bassist Jörn Genserowski durch Thorsten Schwämmle ersetzt. Pfingstsonntag 2010 trat die Band das erste Mal in neuer Besetzung als einer der beiden Headliner auf dem Punkfestival Ruhrpott Rodeo bei Hünxe auf. Des Weiteren sind sie im August 2010 mit Ralf Dietel von Krashkarma als Gastgitarrist auf sieben weiteren Festivals aufgetreten, darunter dem Rock am See 2010 bei Konstanz. Am 18. Oktober 2010 lief im WDR3-Fernsehen im Rockpalast ein Mitschnitt vom AREA4-Festival vom 21. August 2010 in Lüdinghausen, dabei wurde auch der umstrittene Titel Kein Gerede unzensiert ausgestrahlt.
Am 13. Dezember 2013 gab Bassist Thorsten „Karachoo“ Schwämmle auf seiner Facebook-Seite bekannt, dass er nicht mehr als Bassist bei WIZO tätig sei.
Am 13. Juni 2014 veröffentlichte die Band ein neues Album mit dem Titel Punk gibt’s nicht umsonst! (Teil III) und kündigte für Herbst eine umfangreiche Tour an. Als neuer Bassist stieß Ralf Dietel dazu. Obwohl Dietel im Booklet des Albums bereits als Bandmitglied aufgeführt wird, stammen alle Bassspuren des Albums entweder von Axel Kurth (der einige Songs komplett allein einspielte) oder noch von Thorsten Schwämmle. Ein Song des Albums, Unpoliddisch, gesungen von Axel Kurth in stark verstellter Stimme und einem an Sächsisch angelehnten Dialekt, wurde bereits 2012 unter dem falschen Namen Total Verboilt veröffentlicht.
Im Dezember 2015 verließ Guhl die Band aus „familiären Gründen“ und wurde durch Alex Stinson ersetzt, der zugleich bei Start A Fire am Schlagzeug sitzt.
Am 25. Juni 2016 präsentierte die Band auf dem Amnesia Rockfest in Montebello (Québec) die neue Single Adagio und kündigte ein neues Album an, das im August erscheinen sollte. Am 21. Juni 2016 wurde das Lied Verwesung veröffentlicht, am 12. August folgte das Album DER.
Am 30. November 2018 brachten sie die Single Ich war, ich bin und ich werde sein mit der B-Seite Scheiss Weihnachtszeit heraus.
Auf einer Tour kündigten sie 2023 das erste Mal ihr neues Album Nichts wird wieder gut an und spielten vorab die beiden Lieder Grauer Brei und Prokrastination. Die Veröffentlichung des Albums erfolgte am 5. Dezember 2023 als Stream und am 12. Januar 2024 auf Vinyl und CD.

## Diskografie

### Studioalben
- 1991: Für’n Arsch (LP)
- 1992: Bleib tapfer (LP)
- 1992: Bleib tapfer / für’n Arsch (CD/MP3)
- 1994: UUAARRGH! (DLP/CD/MP3)
- 1995: Herrénhandtasche (MLP/CD/MP3)
- 2004: Anderster (CD/LP/MP3)
- 2014: Punk gibt’s nicht umsonst! (Teil III) (CD/DLP/MP3)
- 2016: DER (CD/LP/MP3)
- 2023: Nichts wird wieder gut

### EPs
- 1998: Kraut & Rüben (CD / LP)

### Demotapes
- 1988: Keiner ist kleiner (MC)
- 1990: Gute Freunde (MC)

### Singles
- 1991: Klebstoff (7")
- 1992: Roy Black ist tot (7" / 7"-Sonderauflage)
- 1993: All that she wants (7" / 12" / Maxi-CD / Single-CD)
- 1994: Das goldene Stück Scheiße (7"-Picture Disc)
- 1994: Hey Thomas (Maxi-CD)
- 1996: Doof wie Scheiße (7")
- 1998: Weihnachten stinkt! (7" / Maxi-CD – Split mit Hi-Standard)
- 2016: Adagio (MP3)
- 2018: Ich war, ich bin und ich werde sein (7" / Digital)
- 2023: Grauer Brei (Digital)
- 2023: Prokrastination (Digital)

### Sonstige Veröffentlichungen
- 1988: Sterntalern Live in Herrenberg (Kassette; Demo- und Liveaufnahmen)
- 1994: Uuaarrgh! (Promo-CD, nicht veröffentlicht)
- 1994: Mindhalálig Punk (CD / MC – Split mit Aurora)
- 1996: WIZO-Raritäten (MC, nur für Fanclubmitglieder)
- 2004: Stick-EP (USB-Stick) (weltweit erste EP auf einem USB-Stick)

### Sampler-Beiträge
- 1989: Peinlich peinlich ist hier alles (Kassette)
- 1992: Schlachtrufe BRD II (Kein Gerede – Live)
- 1992: Willkommen zur Alptraummelodie
- 1993: Vitaminepillen
- 1994: Bring back the Vinyl (OK Fred)
- 1995: Punk Uprisings
- 1995: Flashing in the pit
- 1995: Pogo Strut Slam Swivel and Mosh
- 1995: Survival of the fattest
- 1996: Partisanen III
- 1996: Punk Chartbusters
- 1997: GötterDÄmmerung (Anneliese Schmidt, Ärzte-Tribut)
- 1997: Stay Wild!
- 1998: Moto XXX Soundtrack
- 1998: Short Music for Short People (The Count)
- 1999: Life in the fat lane
- 2000: Rock Explosion
- 2001: Live fat, Die Young (R.A.F.)
- 2002: Pankerknacker Hörspiel-CD (Hörbuch-Beitrag)
- 2002: Uncontrollable Fatulance (I Hate You)
- 2003: Aggropop Now
- 2003: Punk Rock BRD Punkhistory
- 2004: Nazis Raus!
- 2004: Undercover
- 2004: Punk Rock BRD II Punkhistory
- 2009: Rotten Schwuchtel Sampler (Gay Edge Liberation)
- 2009: Wrecktrospective
- 2014: Kein Bock auf Nazis Sampler (kostenlos, limitiert auf 30.000 Stück[23])